# Joseph Gaspard Boucher
Pour les articles homonymes, voir Boucher.
Joseph Gaspard Boucher, né le 3 février 1897 à Notre-Dame-du-Portage et mort le 18 avril 1955 à Edmundston, est un imprimeur, éditeur et homme politique canadien.

## Biographie
Joseph Gaspard Boucher est né le 3 février 1897 à Notre-Dame-du-Portage, au Québec. Son père est Aurèle Boucher et sa mère est Émilie Michaud. Il étudie au Collège Sainte-Anne-de-la-Pocatière, au Collège Saint-Joseph de Memramcook et à l'École supérieure Ste-Anne-de-la-Pocatière. Il épouse Annette Lamarche le 29 mars 1921 et le couple a neuf enfants.
Il est député de Madawaska (en) à l'Assemblée législative du Nouveau-Brunswick de 1935 à 1952 et de Restigouche—Madawaska à la Chambre des communes du Canada de 1953 à 1955, en tant que libéral. Il est propriétaire et rédacteur en chef du journal Le Madawaska. Il est ministre provincial sans portefeuille de 1941 à 1949 et secrétaire-trésorier provincial de 1949 à 1952.
Il est membre du Club Richelieu, de la Légion royale canadienne et du Club de curling d'Edmundston.
Il est mort le 18 avril 1955 à Edmundston à l'âge de 58 ans.